# Schlacht von Oltenița
Oltenița – Achalziche – Başgedikler – Sinope – Cetate – Silistra – Nigojeti – Tscholok – Odessa – Kurekdere – Petropawlowsk-Kamtschatski – Alma – Sewastopol – Bomarsund – Balaklawa – Inkerman – Jewpatorija – Taganrog – Çorğun – Kars – Tschernaja – Malakow – Kinburn – Pariser Frieden
Die Schlacht von Oltenița fand am 4. November 1853 statt. Sie war das erste größere Gefecht des Krimkrieges und endete mit einem taktischen osmanischen Sieg.

## Vorgeschichte
Im Vorfeld der Schlacht besetzten russische Truppen Moldawien und weitere auf der linken Donauseite liegenden Gebiete wie die Walachei. Nach dem Einmarsch der Russen begann die osmanische Armee mit der Besetzung der rechten Donauseite.
Mit dem Ablauf eines osmanischen Ultimatums am 4. Oktober 1853 die besetzten Gebiete zu verlassen, überquerten am 2. November 1853 10.000 Mann unter dem Befehl von Omar Pascha die Donau und eroberten die Stadt Oltenița nahe der heutigen rumänischen Hauptstadt Bukarest. Zudem fiel den Osmanen ein mit zehn großkalibrigen Kanonen bewehrtes, schwer befestigtes Fort nahe dem Ort Turtukai in die Hände.

## Die Schlacht
Um den weiteren Vormarsch der Osmanen aufzuhalten und einen Angriff auf Bukarest zu verhindern, unternahm eine russische Streitmacht unter dem Befehl von Pjotr Andrejewitsch Dannenberg einen Gegenangriff. Zwei russische Angriffe am 4. November 1853 auf Oltenița konnten die osmanischen Truppen aber letztlich abwehren, und Dannenbergs Truppen musste sich unter schweren Verlusten zurückziehen. Omar Pascha gab jedoch aufgrund des wahrscheinlichen Eintreffens weiterer russischer Verstärkungen vor Beginn des Winters die von seiner Streitmacht eroberten Stellungen links der Donau wieder auf und zog seine Truppen bis zum 15. November 1853 auf die rechte Donauseite zurück.

## Folgen
Die Schlacht bedeutete trotz des Rückzugs Omar Paschas einen taktischen Sieg der Osmanen. Ein weiterer Vormarsch der Russen in der Walachei konnte vor dem Winter gestoppt werden. Das Ende der, erstmals von einer internationalen Presse kommentierten Schlacht, bedeutete aber auch die weitere russische Besetzung der unteren Donauregion, die erst ein Jahr später beendet werden konnte.